# Pijanów
Pijanów – wieś w Polsce, położona w województwie świętokrzyskim, w powiecie koneckim, w gminie Słupia Konecka.
| SIMC    | Nazwa           | Rodzaj    |
| ------- | --------------- | --------- |
| 0269676 | Kajetanów       | część wsi |
| 0269660 | Pijanów-Kolonia | część wsi |

W latach 1975–1998 miejscowość administracyjnie należała do województwa kieleckiego.
Do 1954 roku istniała gmina Pijanów.
Wierni Kościoła rzymskokatolickiego należą do parafii Wniebowzięcia Najświętszej Maryi Panny i św. Tekli w Mninie.